# Писку Садовеј (Долж)
Писку Садовеј (рум. Piscu Sadovei) насеље је у Румунији у округу Долж у општини Садова. Oпштина се налази на надморској висини од 55 m.

## Становништво
Према подацима из 2002. године у насељу је живело 1369 становника.

### Попис2002.
| Расподела становништва по националности 2002.‍ | Расподела становништва по националности 2002.‍ | Расподела становништва по националности 2002.‍ | Расподела становништва по националности 2002.‍ | Расподела становништва по националности 2002.‍ |
| --------------------------------------------- | --------------------------------------------- | --------------------------------------------- | --------------------------------------------- | --------------------------------------------- |
|                                               |                                               |                                               |                                               |                                               |
| Румуни                                        | Румуни                                        |                                               | 1.247                                         | 91,2%                                         |
| Роми                                          | Роми                                          |                                               | 121                                           | 8,8%                                          |